# Filin
Le filin, du terme anglais feeling est un genre musical cubain né à partir de la seconde moitié des années 1940, qui fait la synthèse entre les rythmes cubains (boléro, canción (en) et trova) et les standards de jazz. C'est César Portillo de la Luz avec des personnalités telles que José Antonio Méndez, Ñico Rojas, Aida Diestro, Elena Burke, Rosendo Ruiz (fils) et le pianiste Frank Emilio, qui ont nourri le nouveau genre à partir de la seconde moitié des années 1940, en bousculer les vieilles habitudes de la trova cubaine et se connecter avec le public par l'émotion. C'est une version hispanisée du sentiment en anglais, qui dans sa racine étymologique signifie sentiment.
L'un des facteurs qui a conduit à l'émergence de la chanson filin est l'existence à différentes époques du 20e siècle, d'une inter-influence entre la musique cubaine et nord-américaine, comme dans le jazz et l'adoption du format jazz band pour la performance de la musique populaire cubaine dans tous ses genres et à l'orchestration pour ce type d'ensemble contrairement aux formats traditionnels cubains.
Un des standards est la chanson de José Antonio Mendez La Gloria eres tu, créée en 1946. Un autre filin très célèbre est le morceau Amor de loca juventud qui figure sur l'album du Buena Vista Social Club.